# マリーケ・ルカス・ライネフェルト
マリーケ・ルカス・ライネフェルト（Marieke Lucas Rijneveld, 1991年4月20日 -）は、オランダの作家。北ブラバント州出身。
小学校時代にJ・K・ローリングの『ハリー・ポッターと賢者の石』に感銘を受け、詩人ヤン・ヴォルカースの作品から小説の書き方を学んだ。ユトレヒト大学でオランダ語教師の育成コースを1年間履修した後に中途退学し、アムステルダムの作家養成学校に通い、2015年から執筆に専念する。2020年に『不快な夕闇』でブッカー国際賞受賞。

## 作品

### 詩集
- Kalfsvlies, 2015
- Fantoommerrie, 2019
- Komijnsplitsers, 2022

### 小説
- De avond is ongemak, 2018
  - 『不快な夕闇』（國森由美子訳、早川書房） 2023  ISBN 978-4-15-210211-9
- Mijn lieve gunsteling, 2020
- Het verdriet van Sigi F. , 2022

## 参照
- Marieke Lucas Rijneveld 公式サイト